# Pelecopsis malawiensis
Pelecopsis malawiensis är en spindelart som beskrevs av Rudy Jocqué 1977. Pelecopsis malawiensis ingår i släktet Pelecopsis och familjen täckvävarspindlar.
Artens utbredningsområde är Malawi. Inga underarter finns listade i Catalogue of Life.